# Beder-Malling Kommune
Beder-Malling Kommune var en dansk sognekommune i Århus Amt fra 1842 til 1970. Kommunen bestod af Beder og Malling Sogne. Den blev ved kommunalreformen i 1970 indlemmet i Aarhus Kommune. Efter strukturreformen i 2007 ligger den tidligere Beder-Malling Kommune fortsat i Aarhus Kommune.